# Honoré Mercier
Pour les articles homonymes, voir Honoré Mercier (homonymie) et Mercier.
Honoré Mercier, né le 15 octobre 1840 à Saint-Athanase et mort le 30 octobre 1894 à Montréal, est un avocat, journaliste et homme politique québécois,,. Il est premier ministre du Québec du 29 janvier 1887 au 21 décembre 1891, sous la bannière du Parti libéral, et bâtonnier du Québec de 1886 à 1887. Il est également député au Parlement du Canada de 1871 à sa démission après les élections fédérales canadiennes de 1874.
Il est le premier d'une suite de premiers ministres du Québec à parler d'autonomie provinciale et le premier à considérer l'indépendance du Québec. Pendant son mandat, Honoré Mercier a été élevé au titre de comte romain (ou plus précisément au titre de « comte du palais apostolique et de la cour du Latran ») par le pape Léon XIII.

## Biographie

### Enfance et formation

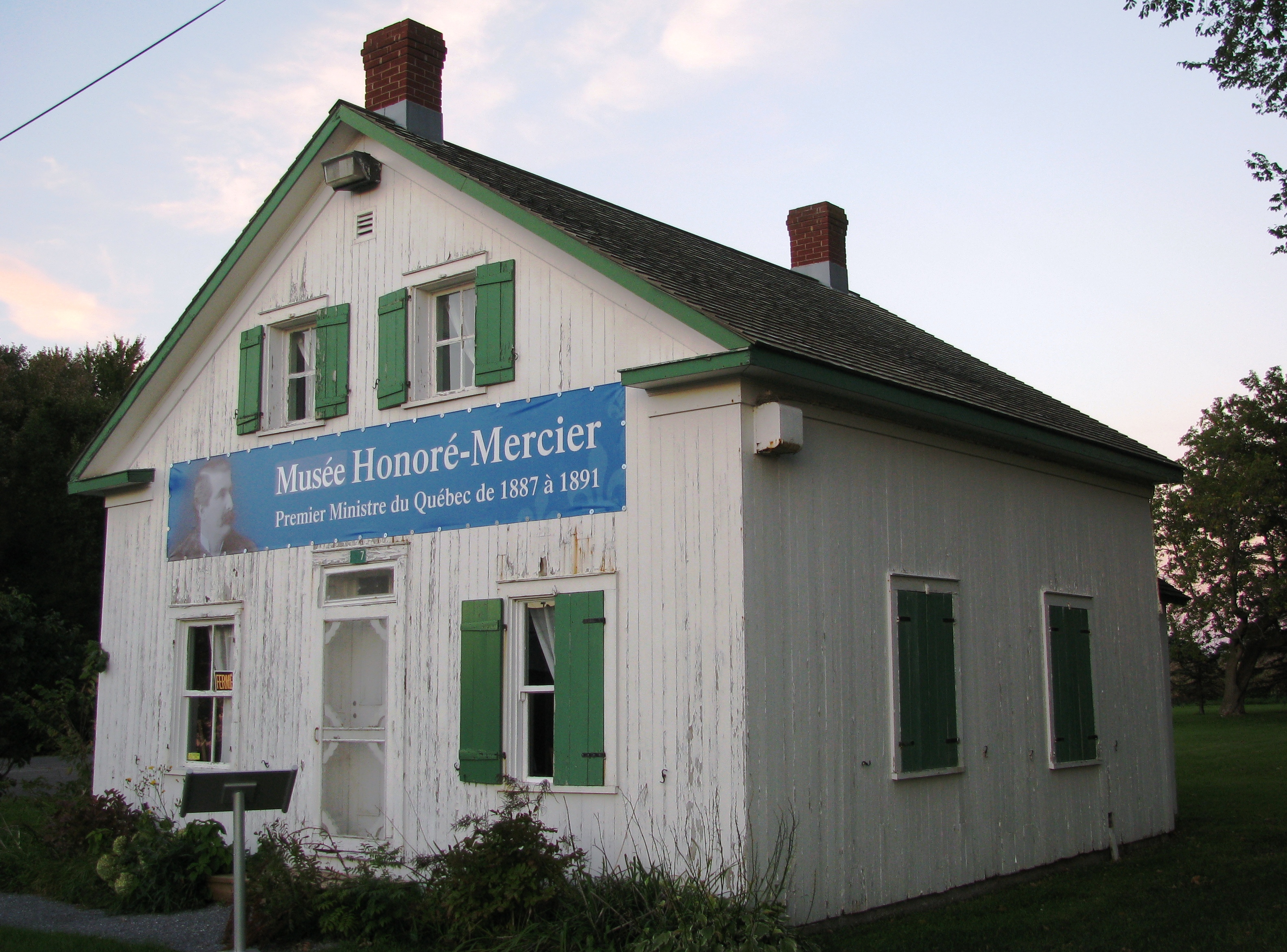
Maison natale d'Honoré Mercier, lieu patrimonial du Canada.

Honoré Mercier est né le 15 octobre 1840 à Saint-Athanase-d'Iberville, dans le secteur qui est devenu Sainte-Anne-de-Sabrevois en 1888. Il est le fils de Jean-Baptiste Mercier, cultivateur, et de Marie Kimener. Baptisé le 16 octobre 1840 à l'église de Saint-Athanase, son parrain est Jean-Baptiste Simard et sa marraine est Rose Boutin. Du côté patrilinéaire, Honoré Mercier descend de Julien Mercier (1621-1676), un des pionniers de la Nouvelle-France, originaire de Tourouvre dans le comté du Perche, une ancienne province française. La maison natale d'Honoré Mercier a été déclarée lieu patrimonial du Canada en 2006.
Patriote et libéral convaincu, Jean-Baptiste Mercier est un grand partisan du chef patriote Louis-Joseph Papineau, qu'il soutient lors de la Rébellion des Patriotes de 1837. Il participe même au mouvement en cachant chez lui deux rebelles dont la tête était mise à prix. Il est arrêté après les avoir aidé à s'exiler aux États-Unis. La demeure familiale étant un « foyer d'organisation libérale », Honoré Mercier rencontre des chefs politiques locaux durant son enfance. Lors de la Saint-Jean-Baptiste de 1852, à Saint-Jean-sur-Richelieu, il est d'ailleurs profondément marqué par le discours de Charles Laberge, un avocat, journaliste et homme politique, qui fait alors l'éloge des Fils de la Liberté.
Le père d'Honoré Mercier, qui occupe pendant un moment le poste de commissaire d'école, accorde beaucoup d'importance à l'éducation. Ainsi, en 1854, Honoré entreprend son cours classique au collège Sainte-Marie de Montréal, auprès des Jésuites. Il est un élève assidu, curieux intellectuellement, qui organise des débats et s'intéresse aux grands auteurs et à la France. Comme son père, il s'intéresse à la politique et, notamment, à Louis-Joseph Papineau. En 1862, à Saint-Hyacinthe, il entame d'ailleurs des études en droit auprès d'Augustin-Cyrille Papineau, un avocat libéral qui est le neveu du grand chef patriote. Honoré Mercier poursuit sa formation à Montréal en 1864 et est admis au barreau le 3 avril 1865. Quelques jours plus tôt, son père meurt.

### Début de carrière et premiers engagements politiques
Parallèlement à ses études en droit, Honoré Mercier commence sa carrière de journaliste. À l'âge de 22 ans, il devient l'éditeur du Courrier de Saint-Hyacinthe, un journal conservateur proche de George-Étienne Cartier. Mercier y fait la promotion de l'indépendance du Canada vis-à-vis du Royaume-Uni, critique la volonté du Canada-Ouest d'avoir une représentation proportionnelle au Parlement du Canada-Uni et s'oppose au projet de confédération dès 1864, considérant qu'il irait contre les intérêts des Canadiens français.
En plus de la pratique du droit et du journalisme, Honoré Mercier commence à s'impliquer dans le monde politique. Malgré les penchants libéraux de sa famille, il est plus proche des conservateurs, qu'il considère plus susceptibles d'accomplir l'union des forces canadiennes-françaises face aux Anglo-Saxons. En 1863, dans le cadre d'une élection partielle dans Bagot, il soutient les conservateurs au détriment de ses patrons avocats Maurice Laframboise et Augustin Papineau.
Honoré Mercier prend toutefois ses distances avec ses amis du Parti conservateur en 1864, à l'aube de la Confédération. Il s'oppose à ce projet politique, qu'il estime susceptible d'accentuer la mise en minorité des francophones au Canada. Mercier redoute également l'esprit centralisateur du premier ministre canadien John A. Macdonald. N'étant pas en phase avec les positions de George-Étienne Cartier, il démissionne donc du Courrier de Saint-Hyacinthe en juillet 1864.
Il se concentre alors sur sa carrière d'avocat et commence sa pratique à Saint-Hyacinthe. Il participe à la fondation de l'Union catholique de Saint-Hyacinthe, un cercle de débats et un centre culturel catholique conservateur. Le 29 mai 1866, à la cathédrale de la ville, il marie Léopoldine Boivin, la fille d'un commerçant bien en vue. L'année suivante, fort de sa réputation d'avocat criminaliste, Honoré Mercier rejoint le Parti libéral. Bien qu'il reste nationaliste, ce changement de camp lui attire les foudres de ses anciens compagnons conservateurs, qui lui reprochent une trahison.
Durant la même période, en 1869, un drame frappe la famille Mercier. Léopoldine, qui a la santé fragile, meurt en donnant naissance à leur premier enfant, Élisa.

### Création du Parti national et première élection
Au début des années 1870, Mercier participe à la fondation du Parti national, une formation politique ayant pour objectif de réunir libéraux et conservateurs dans l'objectif commun de défendre le Canada français. Cette coalition rassemble plusieurs jeunes avocats comme François Béïque, Laurent-Olivier David, Louis-Amable Jetté et Joseph Doutre. En 1871, dans le contexte de la Rébellion de la rivière Rouge des Métis du Manitoba, les conditions semblent propices à la convergence des Canadiens français. Toutefois, le programme réformateur du Parti national (abolition du Conseil législatif, vote secret, Sénat fédéral électif, décentralisation, autonomie des provinces, etc.) attire plus de libéraux que de conservateurs et la coalition ne parvient pas à prendre forme.
Le 8 mai 1871, Honoré Mercier marie Virginie St-Denis, cousine de sa défunte première épouse, Léopoldine. Ils auront cinq enfant : Honoré, Héva, Paul-Émile, Iberville et Raoul. Iberville et Raoul meurent en bas âge. Aux élections générales fédérales de 1872, il est élu à la Chambre des communes en tant que député libéral-national de la circonscription de Rouville. Bien que les conservateurs se maintiennent au pouvoir, ces élections permettent aux libéraux de faire de nets progrès. Mercier lance alors sa carrière parlementaire et s'engage dans l'opposition aux politiques de John A. Macdonald.

### Un court passage en politique fédérale
À la Chambre des communes, la question des écoles acadiennes du Nouveau-Brunswick est le premier dossier d'importance sur lequel se penche Mercier. Depuis 1871, le Parlement de Fredericton ne reconnait plus les écoles publiques « séparées », à savoir les écoles catholiques acadiennes. Invoquant l'article 93 de la Constitution canadienne, mis en place pour protéger les droits des minorités anglophones du Québec, les Acadiens du Nouveau-Brunswick demandent l'intervention du gouvernement fédéral pour protéger leurs écoles. Le premier ministre John A. Macdonald refuse toutefois d'intervenir et une vague de soutien aux Acadiens traverse alors le Québec. Honoré Mercier, malgré ses convictions autonomistes en ce qui a trait aux pouvoirs des provinces face au fédéral, considère comme encore plus importante la protection des droits des minorités francophones. Le 14 mai 1873, il prononce son premier discours au Parlement, soutenant les revendications acadiennes. Le Conseil privé de Londres donne toutefois raison à John A. Macdonald et les Acadiens perdent leurs écoles. Pour Mercier, il s'agit d'une nouvelle démonstration de l'hostilité du fédéral envers les minorités francophones.
Aux élections générales de 1874, à la suite du scandale du Pacifique, qui voit le gouvernement conservateur du Macdonald embourbé dans une affaire de corruption, les libéraux d'Alexander Mackenzie accèdent au pouvoir. Toutefois, Mackenzie n'apprécie pas Honoré Mercier, qu'il considère trop indépendant et nationaliste. Il décide donc de l'écarter et le député de Rouville se voit contraint de quitter Ottawa. Il reprend alors la pratique du droit à Saint-Hyacinthe.

À l'été 1878, Mercier, qui cultive l'ambition de retourner à Ottawa, se présente aux élections générales comme candidat à Saint-Hyacinthe. Ses opposants conservateurs lui font toutefois une redoutable campagne, n'hésitant pas à rappeler au public ce qu'ils considèrent comme un retournement de veste. Ils publient une brochure de 16 pages, intitulée Honoré Mercier. Le candidat libéral du comté de Saint-Hyacinthe. Son passé et son présent., dans laquelle ils commentent les textes que Mercier a publié à l'époque où il était rédacteur en chef du Courrier. Les conservateurs le présentent comme un « caméléon » et un « vire-capot », n'hésitant pas à rappeler la véhémence avec laquelle il attaquait jadis les libéraux. La campagne semble efficace : Honoré Mercier perd l'élection par 6 voix au profit de Louis Tellier. Il décide alors de réorienter sa carrière politique vers l'arène provinciale.

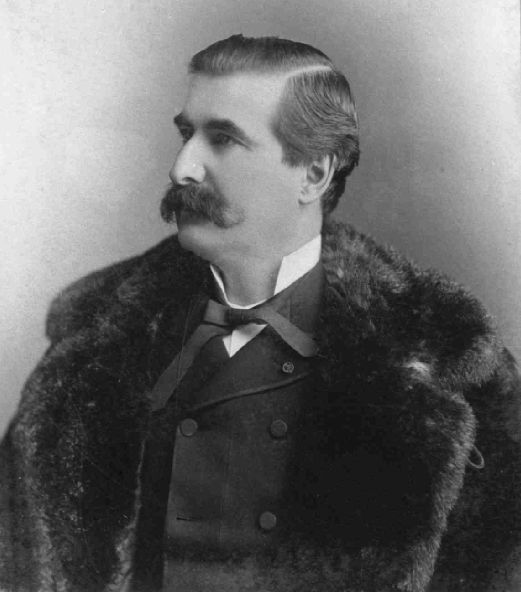
Honoré Mercier, vers 1880.

### Ministre et député provincial

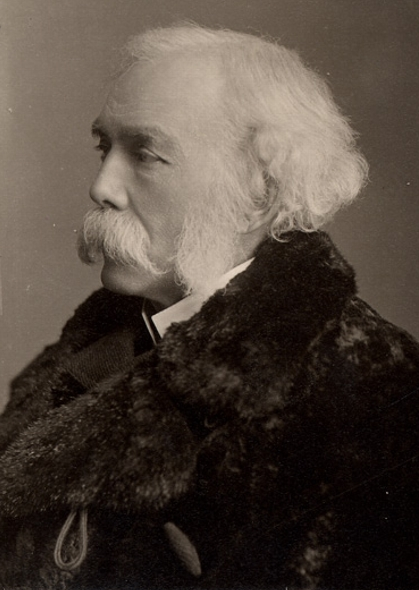
Henri-Gustave Joly de Lotbinière en 1890.

Le 5 novembre 1878, Pierre Bachand, député provincial libéral de Saint-Hyacinthe et trésorier du gouvernement, décède à 43 ans. Pour le remplacer, le premier ministre libéral Henri-Gustave Joly fait appel à Honoré Mercier, tout juste battu aux élections fédérales. Joly offre également à Mercier le poste de solliciteur général de la province. Ce dernier accepte : il est assermenté ministre le 30 avril 1879 et se lance en campagne électorale à Saint-Hyacinthe. Il remporte l'élection partielle du 3 juin, malgré de nouveaux assauts de ses opposants conservateurs et du Courrier de Saint-Hyacinthe.
À peine élu, il se voit toutefois renvoyé dans l'opposition lorsque le Parti conservateur de Joseph-Adolphe Chapleau renverse le gouvernement Joly à l'automne 1879. Mercier cultive alors encore le projet d'un parti qui permettrait la coalition des libéraux et des conservateurs au nom de l'intérêt des Canadiens français . Chapleau est également sensible à un tel projet, lui qui veut modérer l'aile ultramontaine de son parti qui menace sa majorité en chambre. En coulisses, Mercier fait savoir au premier ministre qu'il est ouvert à l'idée d'une coalition, mais pas à n'importe quel prix : il veut notamment l'abolition du Conseil législatif, où des conservateurs siègent à vie et bloquent les réformes libérales. Finalement, les tractations s'ébruitent et les rivalités partisanes sont trop fortes, alors le projet n'aboutit pas. En 1880, Honoré Mercier demeure député, mais quitte Sainte-Hyacinthe pour installer son bureau d'avocat à Montréal, où il espère avoir accès à une meilleure clientèle.

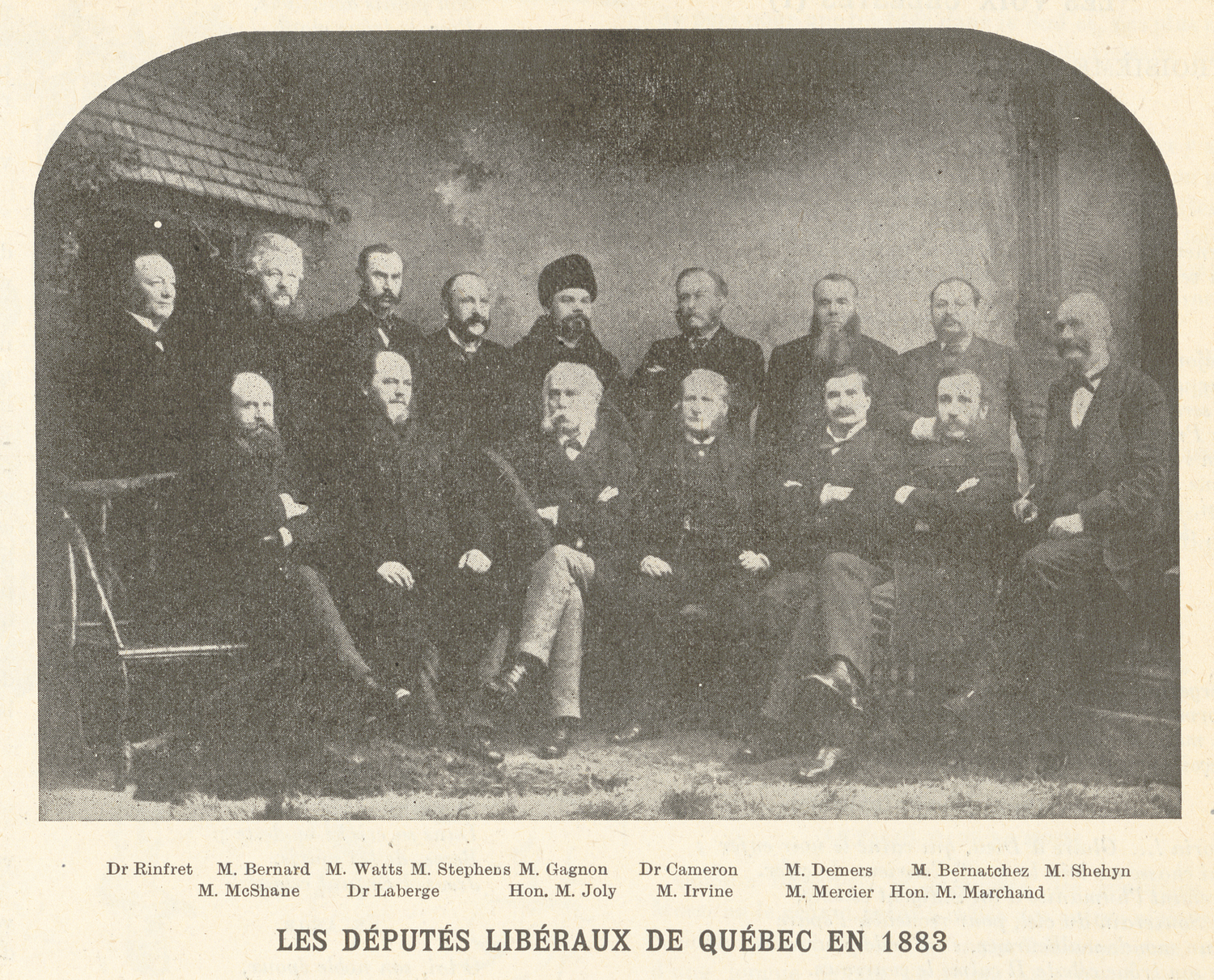
Les députés libéraux du Québec en 1883.

Après que le Parti libéral du Québec ait subi une série de débâcles électorales, Honoré Mercier remplace Henri-Gustave Joly comme chef du Parti en 1883. Devenu chef de l'opposition, Mercier est décrit comme un bourreau de travail. Sous sa gouverne, l'opposition libérale est beaucoup plus agressive, ne laissant pas la moindre marge de manœuvre aux conservateurs. À l'été 1883, Mercier fonde même un journal, Le Temps, afin de soutenir le Parti libéral dans l'arène médiatique. Il considère alors La Patrie, journal libéral fondé par Honoré Beaugrand, comme trop radical.

### Premier ministre du Québec
Honoré Mercier s'oppose fortement à l'exécution de Louis Riel en 1885. Ce chef métis, en exil au Montana depuis le soulèvement de la Rivière-Rouge en 1870, vient alors d'être condamné à mort par les autorités fédérales après qu'il soit revenu au Manitoba pour y mener un soulèvement armé. Une vague de solidarité avec les Métis, catholiques et francophones, traverse alors le Québec. L'exécution de Louis Riel, le 16 novembre 1885, permet à Mercier de gagner l'appui populaire, le Parti conservateur du Québec perdant des plumes à la suite de l'aval donné par son équivalent fédéral à la pendaison de Riel. Le 22 novembre, devant 50 000 personnes réunies au champ de Mars, il prononce son fameux discours où il fustige ses adversaires politiques pour la mort de Riel :
« Riel, notre frère est mort, victime de son dévouement à la cause des Métis dont il était le chef, victime du fanatisme et de la trahison ; du fanatisme de sir John et de quelques-uns de ses amis ; de la trahison de trois des nôtres qui, pour garder leur portefeuille, ont vendu leur frère. »

Honoré Mercier profite de l'affaire Riel pour construire une coalition avec des conservateurs dissidents (les « conservateurs-nationaux ») en vue de l'élection provinciale québécoise du 14 octobre 1886. Son « Parti national » y remporte une majorité de sièges (la coalition étant très largement constituée d'anciens libéraux, le nom libéral fut bientôt restitué). Les conservateurs, réduits au statut de minorité à l'Assemblée législative, continuent à gouverner pendant quelques mois de plus, mais Mercier devient premier ministre du Québec en janvier 1887.

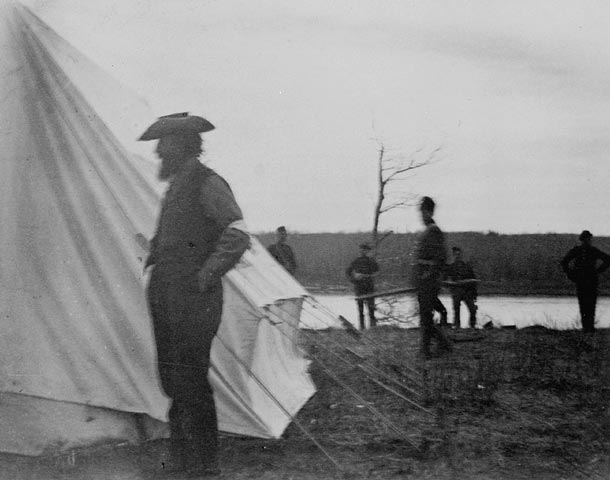
Louis Riel, fait prisonnier en 1885.

Il avance l'idée des conférences interprovinciales en 1887 et organise d'ailleurs la première conférence interprovinciale en octobre de la même année,. Cette Conférence de Québec réunit 20 ministres et 5 premiers ministres provinciaux canadiens, John A. Macdonald refuse d'y participer. Présidée par Oliver Mowat, premier ministre de l'Ontario, on y réaffirme l'autonomie provinciale, critique les relents centralisateurs du gouvernement fédéral et pointe du doigt son pouvoir de désaveu, qu'on considère utilisé de manière abusive. Il est le premier dirigeant provincial québécois à défendre l'idée de l'autonomie provinciale à l'intérieur de la confédération, faisant campagne pour abolir le droit revendiqué par le gouvernement fédéral d'avoir un veto sur la législation des provinces : Honoré Mercier veut redéfinir la loi constitutionnelle de 1867. Sur le plan territorial, il revendique l'agrandissement du Québec vers le nord. Cette revendication ne sera satisfaite qu'en 1912, soit une vingtaine d'années après sa mort.
En politique intérieure, Honoré Mercier est d'ailleurs particulièrement actif dans la colonisation du territoire, notamment pour contrer l'exil des Canadiens français vers les États-Unis. Il crée le ministère de la Colonisation en 1888. Il offre le poste de sous-ministre au curé Antoine Labelle, champion de la colonisation des Laurentides. Bien que Labelle soit d'allégeance conservatrice et proche de Joseph-Adolphe Chapleau, Mercier réussit à en faire un allié. Le premier ministre investit dans les chemins de fer afin d'ouvrir l'accès à des régions isolées, construit des ponts sur les rivières importantes, s'intéresse aux potentiels de l'hydroélectricité et offre du soutien financier aux agriculteurs.

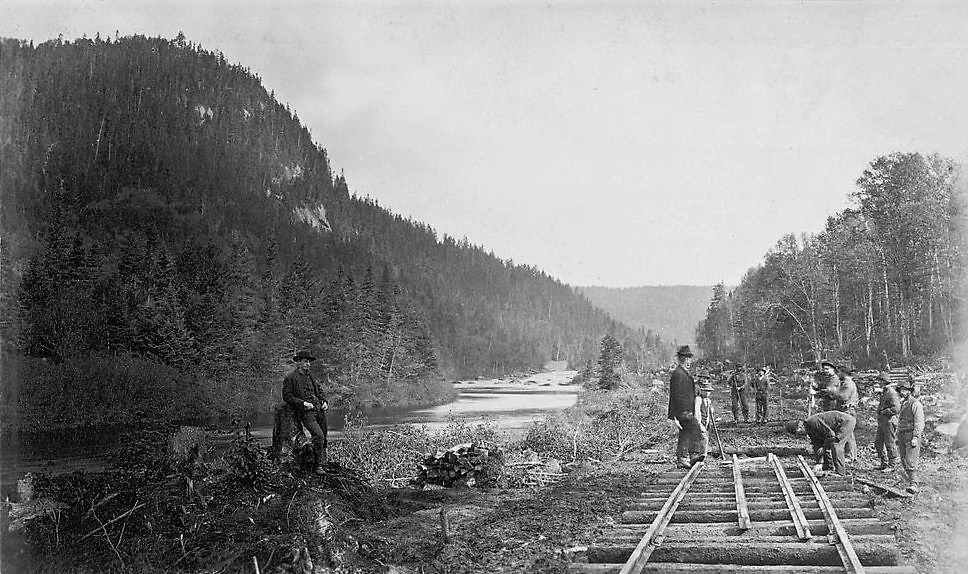
Construction du chemin de fer au Québec (entre 1880 et 1890).

Sur le plan social, Mercier crée des postes de commissaires pour surveiller le respect des heures de travail, met en place des lois pour améliorer les conditions des femmes et des enfants dans les manufactures, favorise l'ouverture de bibliothèques (malgré l'opposition du clergé) et investit dans l'éducation en finançant les écoles publiques. Il ouvre des écoles de soir pour favoriser l'alphabétisation de la classe ouvrière et défend les droits des minorités anglophones à avoir leurs propres écoles. Il met également en branle des réformes institutionnelles : augmentation du nombre de sièges à l'Assemblée (de 65 à 73), facilitation de l'accès à la justice ou encore extension du droit de vote aux étudiants aux ouvriers et aux instituteurs.

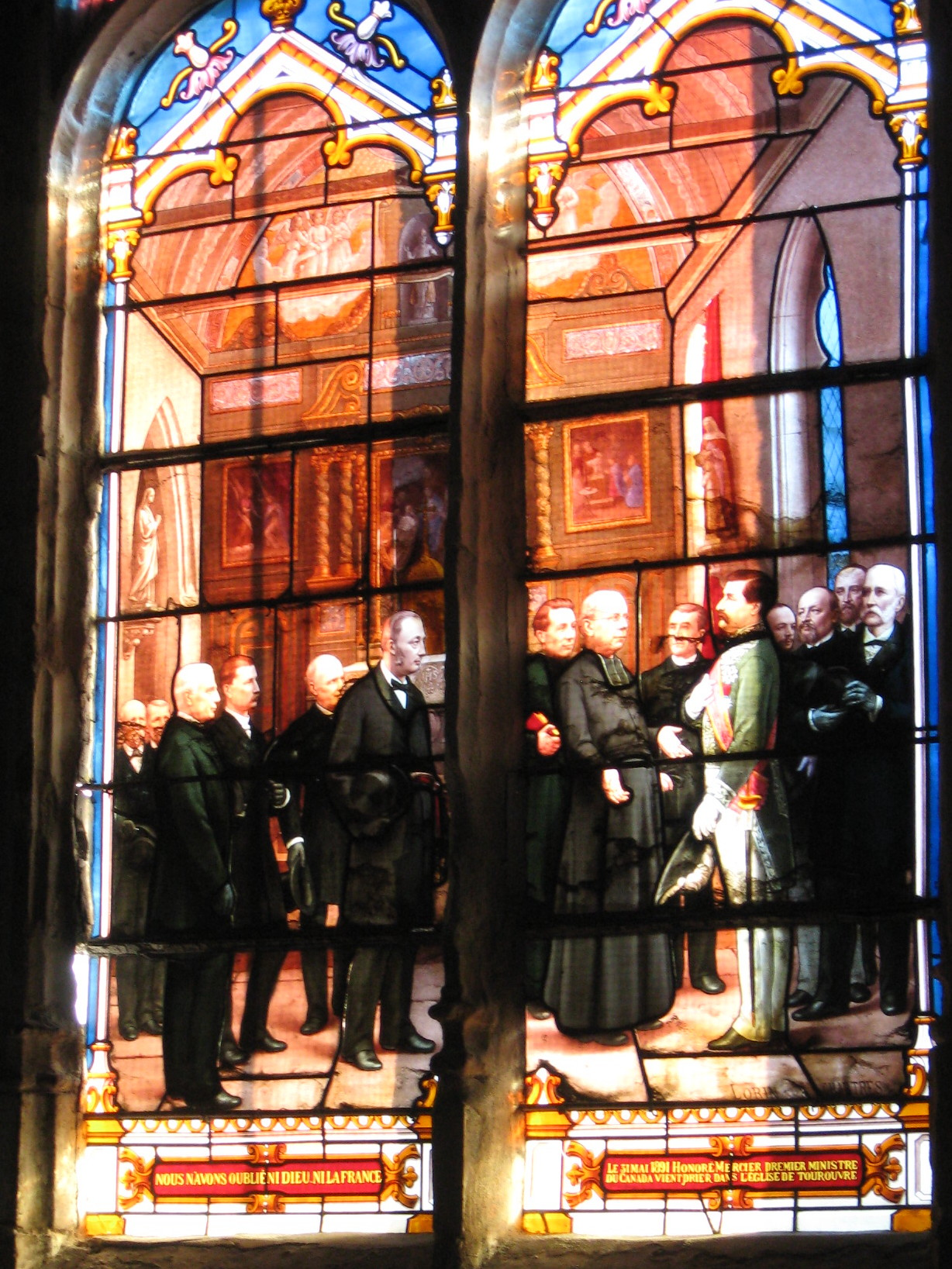
Vitrail de 1893, relatant la visite d'Honoré Mercier, à Tourouvre, en 1891 (église Saint-Aubin, Tourouvre).

Attaché aux principes du libre-échange, Mercier favorise le commerce avec les États-Unis et le reste du Canada, principalement par le biais des chemins de fer. Mercier n'hésite d'ailleurs pas à solliciter l'investissement de capitaux étrangers, notamment lors de voyages en France et aux États-Unis. Il reproche également au gouvernement fédéral de ne pas assez appuyer financièrement le Québec et veut « assainir » les finances publiques de la province. Pour ce faire, il augmente les rentes sur les terres publiques, contracte des prêts à long terme (pour limiter les taux d'intérêt) et impose des droits sur la coupe du bois et des taxes sur les mines et les chemins de fer.

### Scandale de la Baie des Chaleurs et fin de carrière
Honoré Mercier est réélu à l'élection de 1890 avec une majorité accrue. Le 30 avril 1891, il est anobli par le pape Léon XIII, qui lui confère le titre de comte romain, transmissible à ses descendants en primogéniture masculine. La noblesse pontificale lui est décernée en reconnaissance de son rôle dans le règlement de la question des biens des jésuites au Québec et dans la fusion des deux facultés de médecine catholiques de Montréal en ce qui est aujourd'hui la Faculté de médecine de l'Université de Montréal.
Cependant, les manœuvres du grand organisateur du Parti libéral, Ernest Pacaud, autour du financement d'un projet de chemin de fer, font tomber le gouvernement Mercier à la fin de 1891 : c'est le scandale de la Baie des Chaleurs. Mercier est alors accusé d'avoir octroyé des contrats publics à des amis du parti et d'avoir touché des pots-de-vin pour financer son luxueux train de vie et ses voyages à l'étranger. Le Parti conservateur s'empare alors du dossier, faisant pression pour qu'une enquête soit menée. Le 16 décembre 1891, Honoré Mercier est démis de ses fonctions par le lieutenant-gouverneur Auguste-Réal Angers, après qu'un rapport sénatorial eut conclu que son gouvernement avait détourné des fonds publics.
C'est Charles-Eugène Boucher de Boucherville qui prend alors les rênes de la province. Ce dernier déclenche des élections le 8 mars 1892 : Honoré Mercier est sévèrement battu (le Parti libéral ne conserve que 18 sièges) et doit abandonner la direction du parti à Félix-Gabriel Marchand. Il est mené en procès plus tard la même année et trouvé non coupable lorsqu'un second rapport l'innocente. Cependant, sa santé se détériore (il souffre du diabète) et sa carrière politique est terminée. De plus, Honoré Mercier, qui a vécu une vie fastueuse, doit faire face à ses créanciers : il déclare faillite et perd presque tous ses biens.
Il se fait remarquer une dernière fois en prononçant le discours du parc Sohmer, resté célèbre. Dans ce discours, Mercier critique l'Union et la Confédération, exprime ses convictions républicaines et les raisons pour lesquelles il souhaite un Canada indépendant où les provinces seront des États autonomes comme aux États-Unis.

### Décès
Il meurt le 30 octobre 1894 à l'âge de 54 ans, et il est enterré au cimetière Notre-Dame-des-Neiges à Montréal. Une foule estimée à 25 000 personnes suivit son cortège funèbre.

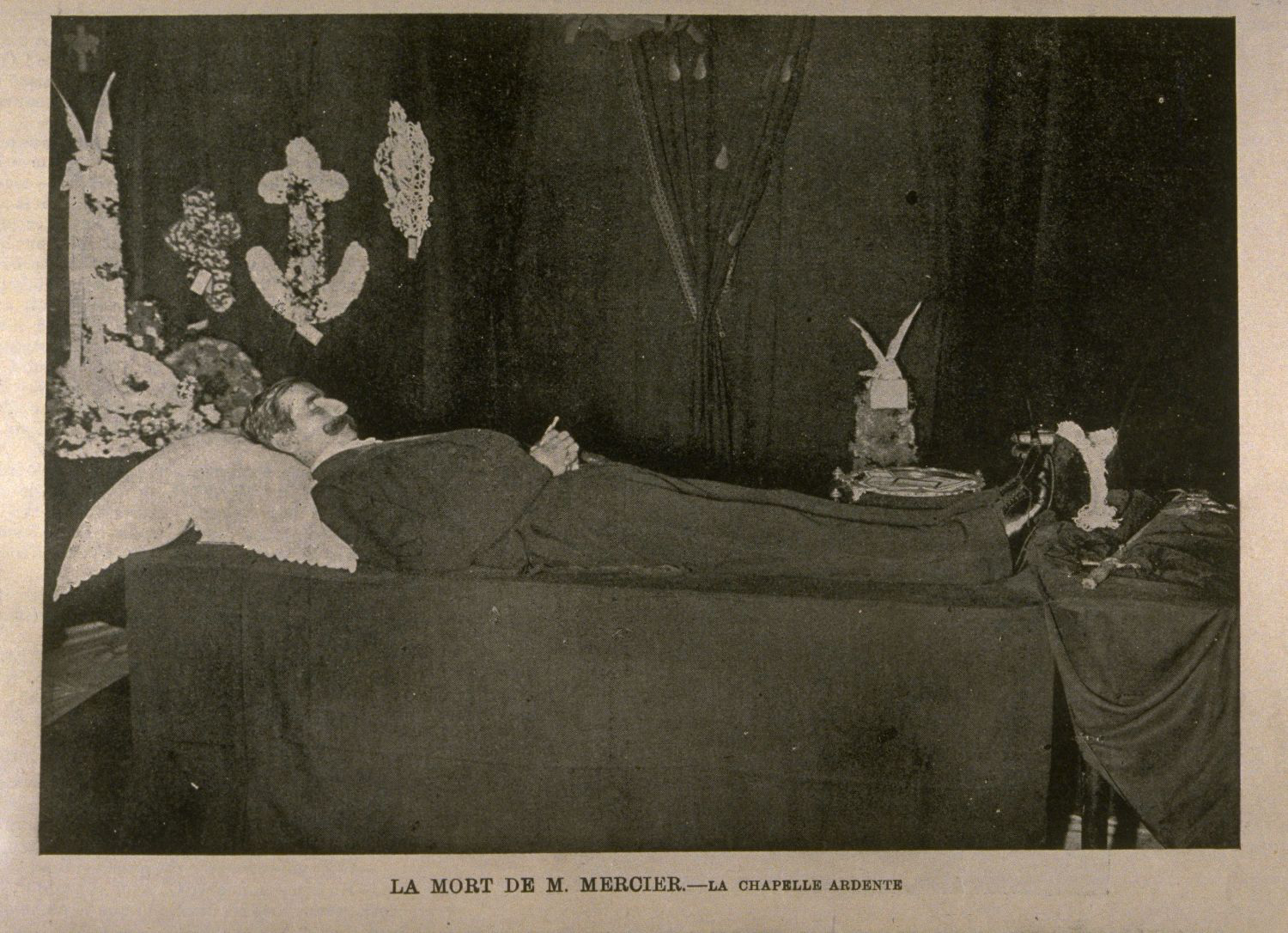
La chapelle ardente d'Honoré Mercier, en 1894.
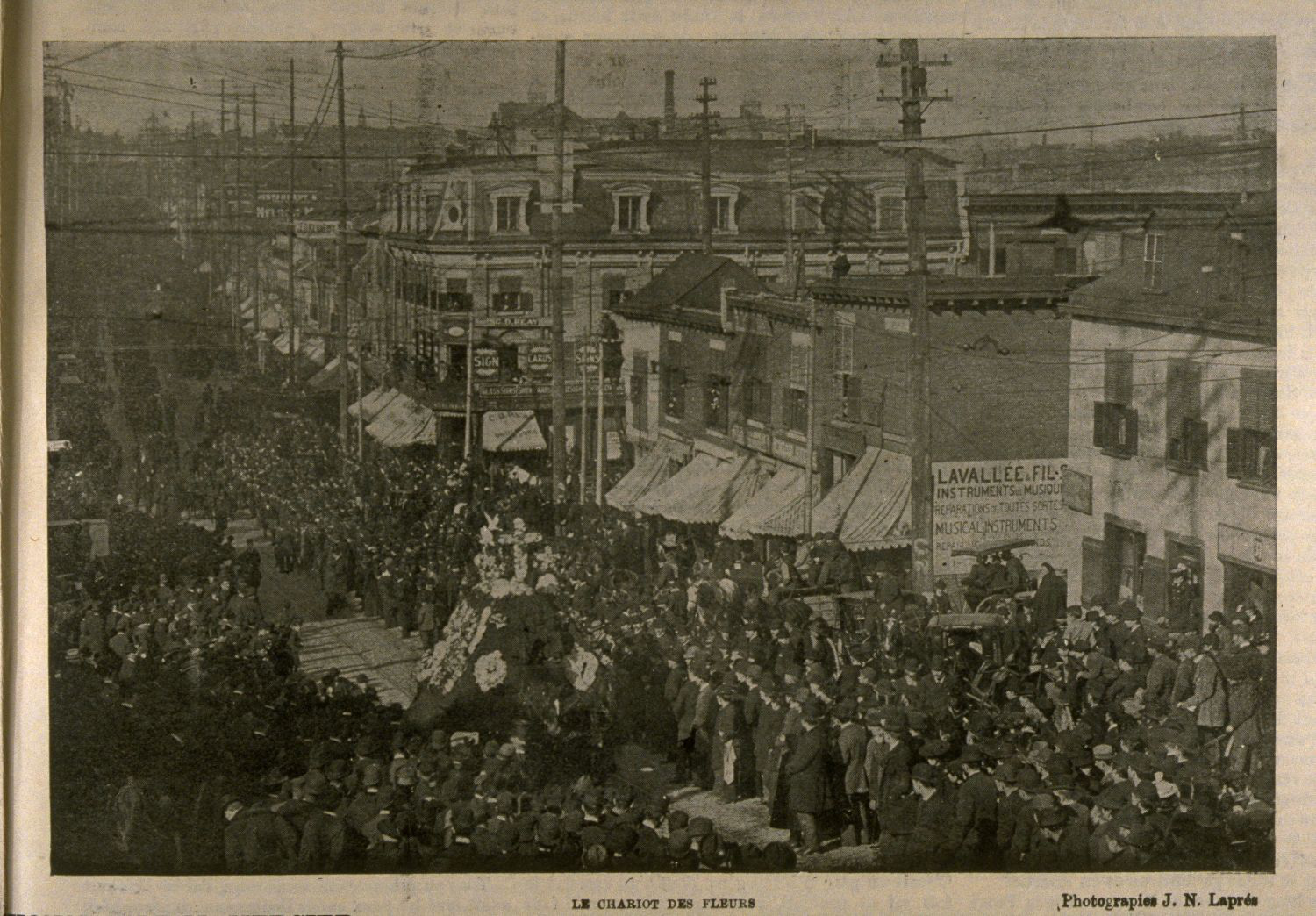
Les funérailles d'Honoré Mercier en 1894, à Montréal.
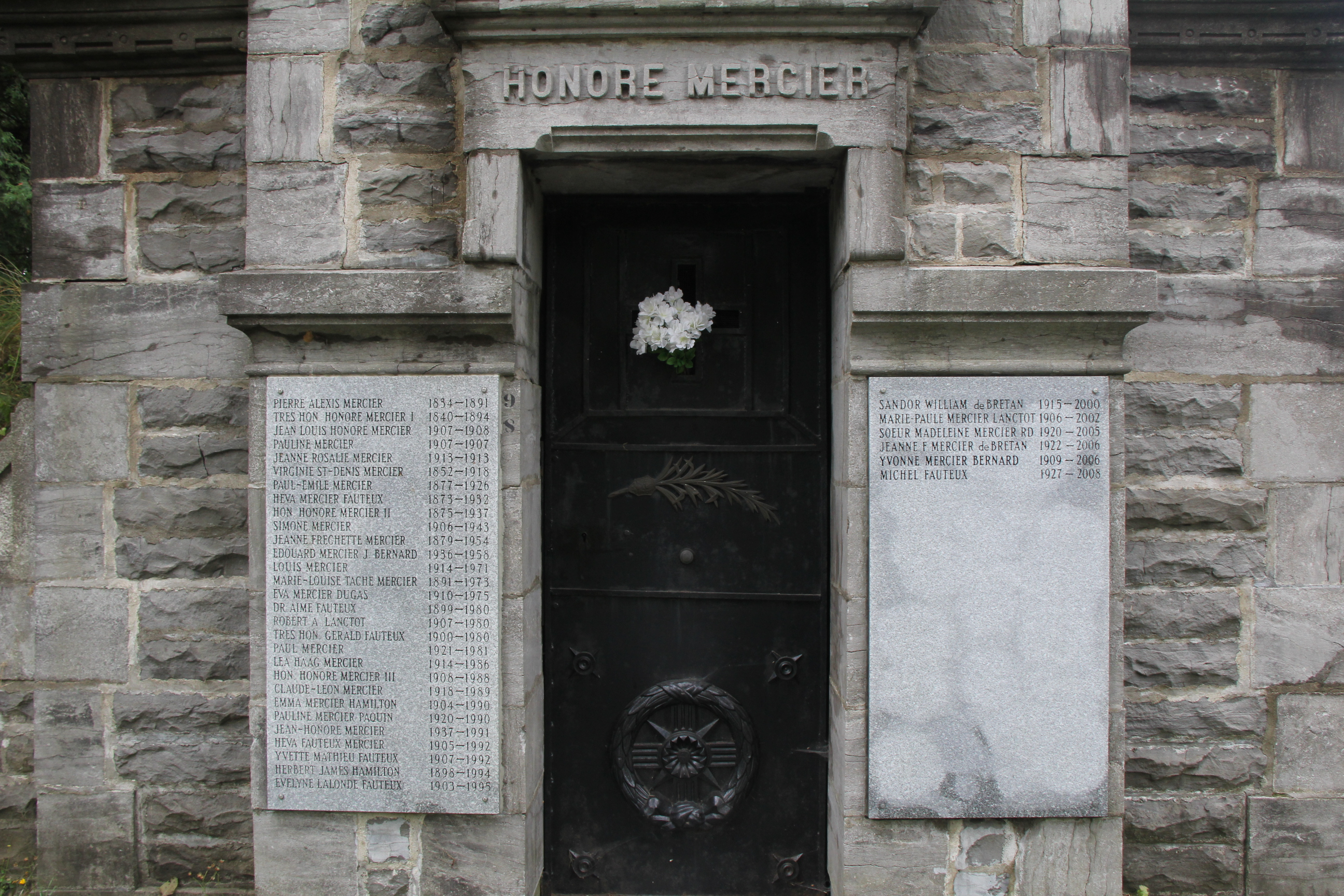
La tombe d'Honoré Mercier, cimetière Notre-Dame-des-Neiges, Montréal

## Famille et généalogie
Son fils, aussi nommé Honoré Mercier (1875-1937), est député à l'Assemblée législative et ministre des gouvernements Gouin et Taschereau et le fils de celui-ci, également nommé Honoré Mercier (1908-1988), est lui aussi député. Le gendre d’Honoré Mercier, Lomer Gouin, fut premier ministre du Québec. Un autre de ses petits-fils, Gaspard Fauteux, est député fédéral puis lieutenant-gouverneur du Québec. Enfin, son arrière-arrière-petit-fils Thomas Mulcair est ministre dans le gouvernement du Québec puis chef du Nouveau Parti démocratique du Canada.

Registres de l'état civil du Québec.
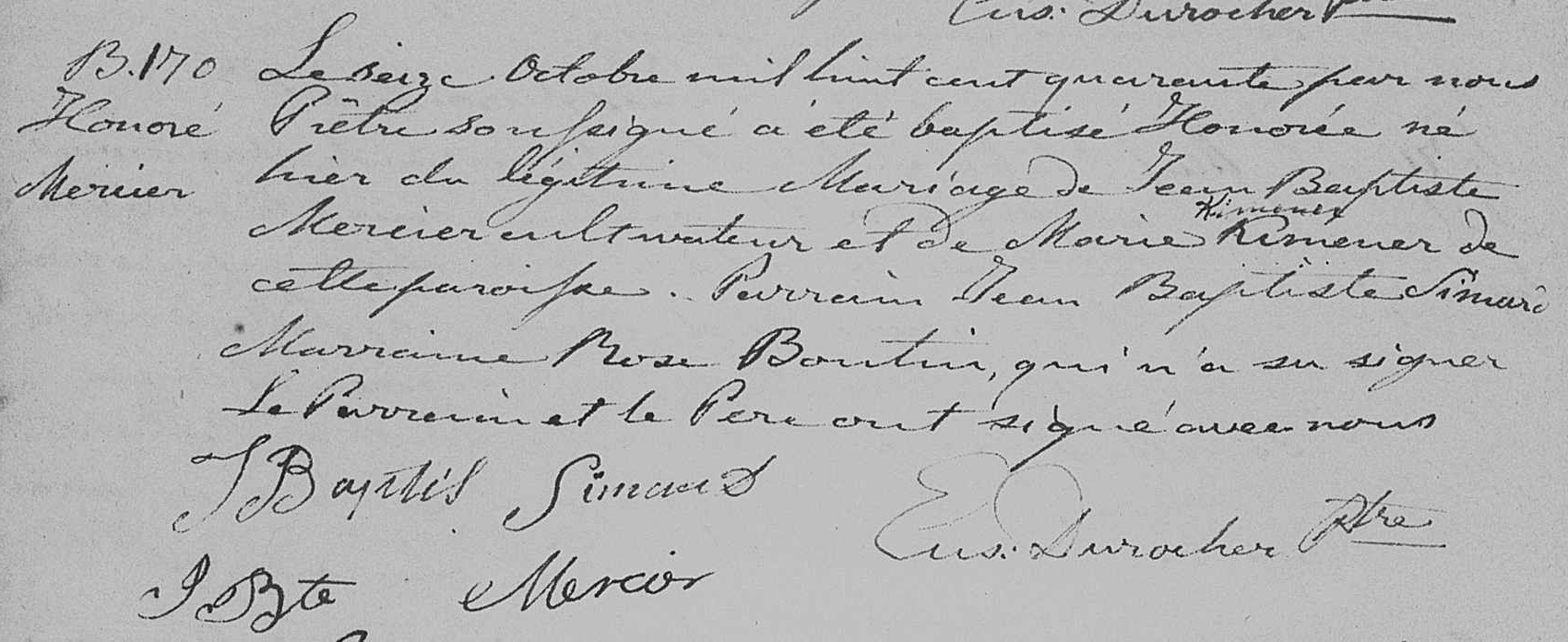
Acte de baptême d'Honoré Mercier. 16 octobre 1840. Paroisse Saint-Athanase de la ville de Saint-Athanase.
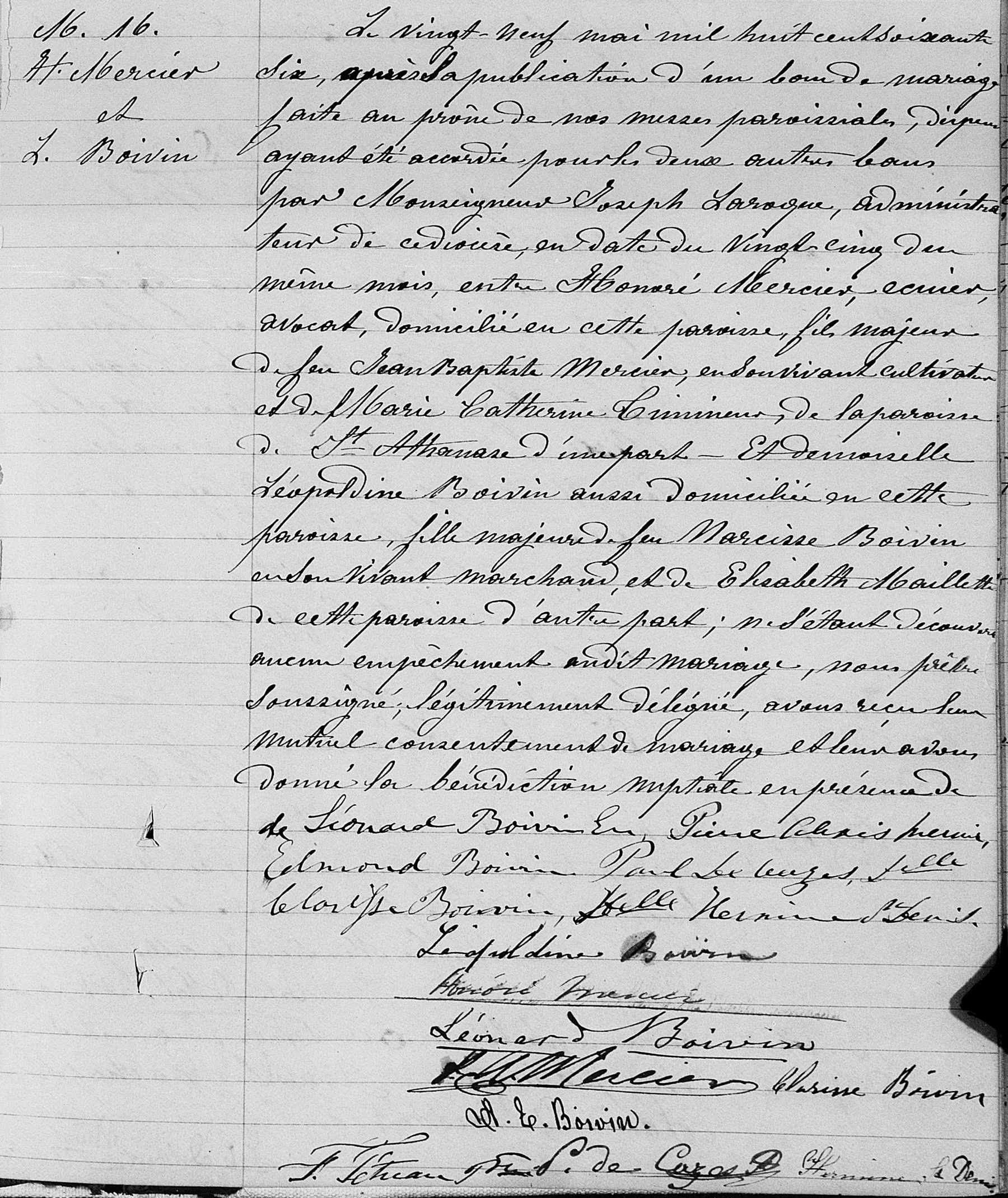
Acte de mariage entre Honoré Mercier et Léopoldine Boivin. 29 mai 1866. Paroisse Saint-Hyacinthe-le-Confesseur de la ville de Saint-Hyacinthe.
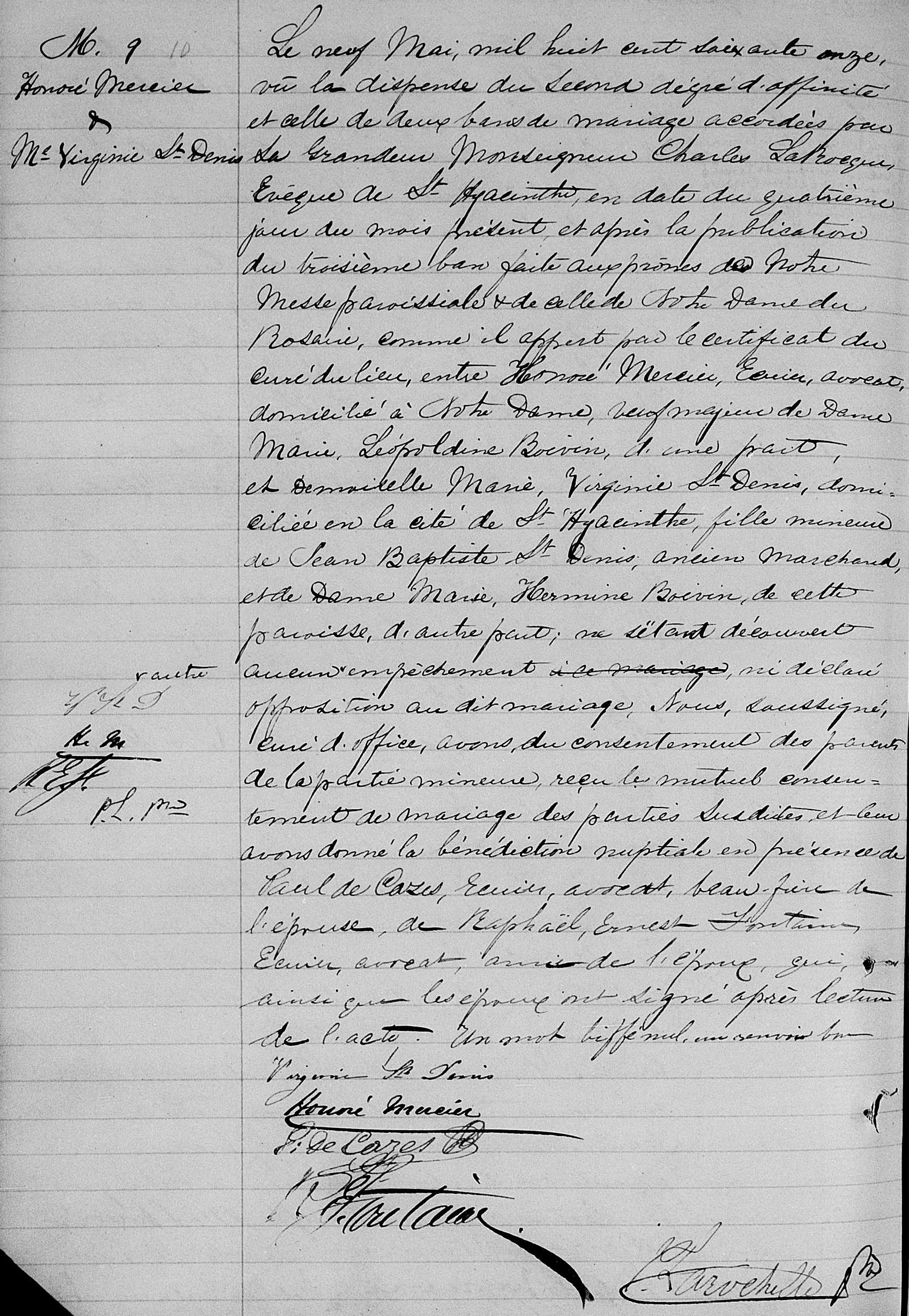
Acte de mariage entre Honoré Mercier et Marie Virginie St-Denis. 9 mai 1871. Paroisse Saint-Hyacinthe-le-Confesseur de la ville de Saint-Hyacinthe.
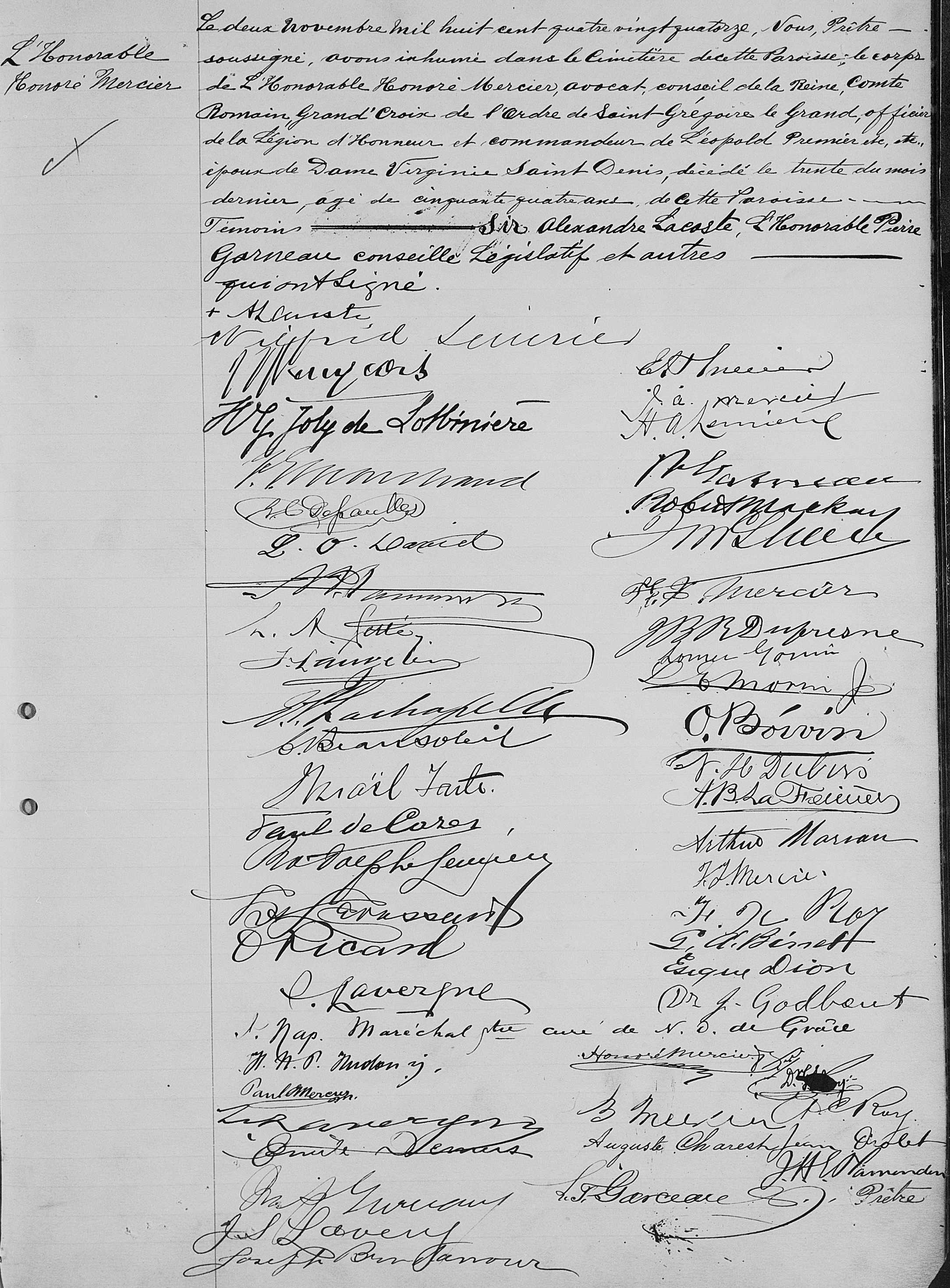
Acte de sépulture d'Honoré Mercier. 2 novembre 1894. Paroisse Notre-Dame de la ville de Montréal.

## Hommages

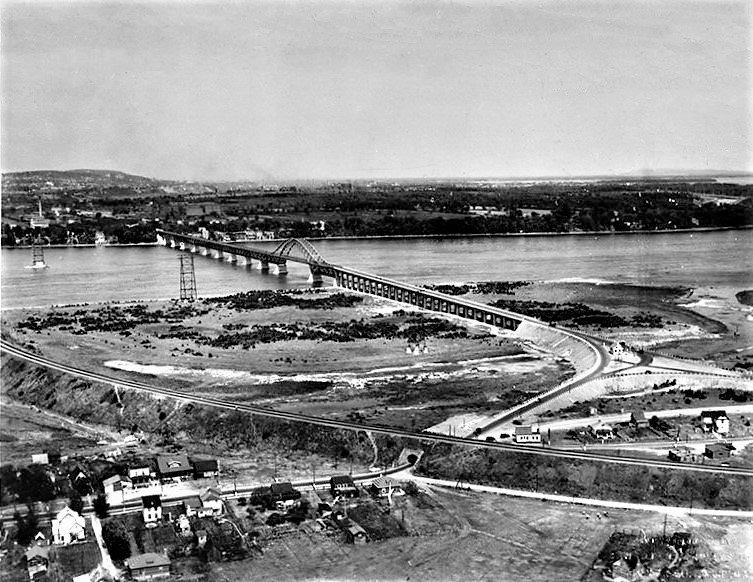
Le pont Honoré-Mercier, en 1934.

- Le pont Honoré-Mercier reliant Kahnawake à Montréal en enjambant le fleuve Saint-Laurent.
- L'école secondaire Honoré-Mercier, à Ville-Émard, un quartier du Sud-Ouest de Montréal
- L'avenue Honoré-Mercier, à Québec.
- L'hôpital Honoré-Mercier, à Saint-Hyacinthe.
- La circonscription provinciale de Mercier au Québec a été nommée en son honneur.
- L'ancienne circonscription fédérale de Mercier maintenant connue sous le nom de Honoré-Mercier est une circonscription fédérale au Québec.
- L'arrondissement Mercier–Hochelaga-Maisonneuve est un arrondissement de la ville de Montréal.
- Mercier était un ancien quartier de Montréal maintenant englobé dans l'arrondissement Mercier-Hochelaga-Maisonneuve.
- La ville de Mercier, au Québec, a été nommée en son honneur.
- Au sein de l'église Saint-Aubin de Tourouvre, dans le Perche, un vitrail rappelle sa visite en 1891 sur les terres de son ancêtre Julien Mercier.
- Un monument en son honneur est présent sur la Colline parlementaire de Québec depuis 1912. Il a été fait par Paul Chevré.

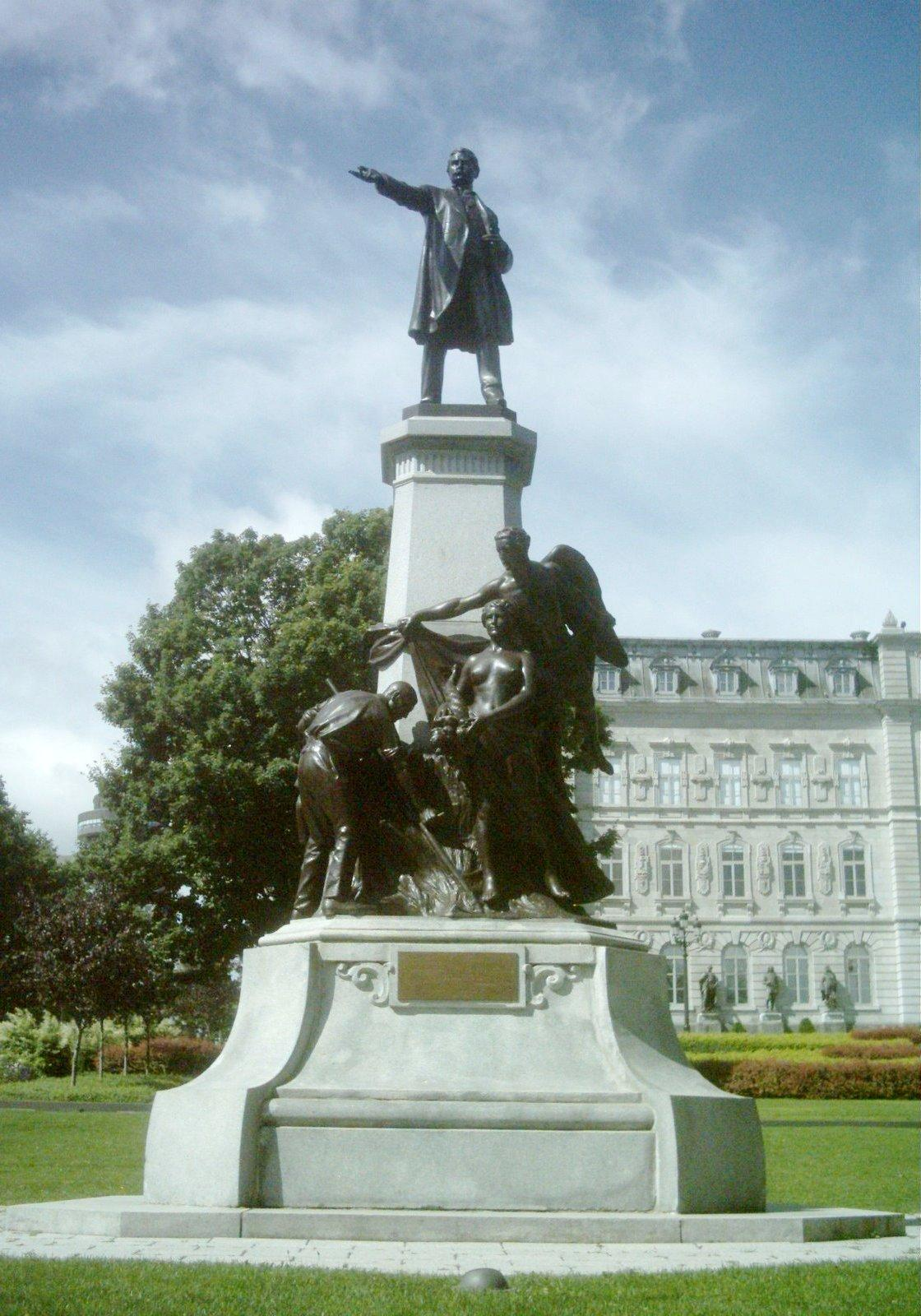
Monument près de l'hôtel du Parlement du Québec

## Dans la culture populaire
En 1956, dans la première série d'émissions du téléroman Les Belles Histoires des pays d'en haut, le premier ministre Honoré Mercier, alors personnifié par l’acteur Pierre Boucher, a été présenté à l’écran pour de courtes apparitions, dont celle le présentant faisant un discours sur le mont Tremblant devant des colons.
Le premier ministre fait une courte apparition dans le long métrage québécois Louis Cyr : L'Homme le plus fort du monde, sous les traits de l'acteur Alain Lépine.
En 2016, dans la série télévisée Les Pays d'en haut, une reprise du téléroman Les Belles Histoires des pays d'en haut, Honoré Mercier est fréquemment mentionné et il apparaît occasionnellement à l'écran, sous les traits de l'acteur Jean Maheux.

## Distinctions
Les distinctions attribuées à Honoré Mercier sont les suivantes :
- Grand-croix de l'ordre de Saint-Grégoire-le-Grand (1888)
- Officier de l'ordre national de la Légion d'honneur (1888)
- Commandeur de l'ordre de Léopold II (1888)
- Chevalier de l'ordre équestre du Saint-Sépulcre de Jérusalem
- Comte romain (1891)[6]
- Conseiller de la reine[41]
- Doctorat honoris causa de l'Université Laval (en droit, 1890), de l'université Fordham (New York) et de l'université de Georgetown
- Médaille d'honneur" et "Haut-protecteur" de l'Association universelle - Académie internationale des palmiers, Paris, France (1891) (insigne conservé dans la collection du Musée de la civilisation, Québec)

## Résultats électoraux provinciaux

### Résultats électoraux de Honoré Mercier
|       | Nom                        | Parti        | Nombre de voix | %      | Maj. |
| ----- | -------------------------- | ------------ | -------------- | ------ | ---- |
|       | Honoré Mercier             | Libéral      | 1 480          | 55,8 % | 307  |
|       | Antoine Casavant (sortant) | Conservateur | 1 173          | 44,2 % | -    |
| Total | Total                      | Total        | 2 653          | 100 %  |      |

|       | Nom                      | Parti   | Nombre de voix    | %                 | Maj.              |
| ----- | ------------------------ | ------- | ----------------- | ----------------- | ----------------- |
|       | Honoré Mercier (sortant) | Libéral | (sans opposition) | (sans opposition) | (sans opposition) |
| Total | Total                    | Total   | -                 | -                 |                   |

|       | Nom                      | Parti        | Nombre de voix | %      | Maj. |
| ----- | ------------------------ | ------------ | -------------- | ------ | ---- |
|       | Honoré Mercier (sortant) | Libéral      | 1 458          | 60,5 % | 508  |
|       | A.-D.-T. Beauchemin      | Conservateur | 950            | 39,5 % | -    |
| Total | Total                    | Total        | 2 408          | 100 %  |      |

|       | Nom                      | Parti   | Nombre de voix    | %                 | Maj.              |
| ----- | ------------------------ | ------- | ----------------- | ----------------- | ----------------- |
|       | Honoré Mercier (sortant) | Libéral | (sans opposition) | (sans opposition) | (sans opposition) |
| Total | Total                    | Total   | -                 | -                 |                   |

|       | Nom            | Parti   | Nombre de voix    | %                 | Maj.              |
| ----- | -------------- | ------- | ----------------- | ----------------- | ----------------- |
|       | Honoré Mercier | Libéral | (sans opposition) | (sans opposition) | (sans opposition) |
| Total | Total          | Total   | -                 | -                 |                   |

|       | Nom                      | Parti        | Nombre de voix | %      | Maj. |
| ----- | ------------------------ | ------------ | -------------- | ------ | ---- |
|       | Honoré Mercier (sortant) | Libéral      | 1 443          | 55,2 % | 273  |
|       | Nicolas Arsenault        | Conservateur | 1 170          | 44,8 % | -    |
| Total | Total                    | Total        | 2 613          | 100 %  |      |

### Résultats électoraux du Parti libéral du Québec sous Mercier
| Partis | Partis                   | Chef                     | Candidats | Sièges | Sièges | Voix    | Voix   | Voix    |
| Partis | Partis                   | Chef                     | Candidats | 1881   | Élus   | Nb      | %      | +/-     |
| --- | ------------------------ | ------------------------ | --------- | ------ | ------ | ------- | ------ | ------- |
| | Libéral                  | Honoré Mercier           | 49        | 15     | 33     | 58 389  | 39,6 % | +0,61 % |
| | Conservateur             | John Jones Ross          | 59        | 49     | 26     | 68 141  | 46,2 % | -4,19 % |
| | National                 |                          | 10        | -      | 3      | 7 685   | 5,2 %  | -       |
| | Conservateur indépendant | Conservateur indépendant | 10        | 1      | 3      | 7 645   | 5,2 %  | -3,84 % |
| | Ouvrier                  |                          | 3         | -      | -      | 4 813   | 3,3 %  | -       |
| | Libéral indépendant      | Libéral indépendant      | 1         | -      | -      | 851     | 0,6 %  | -1,02 % |
| Total | Total                    | Total                    | 132       | 65     | 65     | 147 524 | 100 %  |         |
| Le taux de participation lors de l'élection était de 67,1 % et 2 611 bulletins ont été rejetés. Il y avait 244 844 personnes inscrites sur la liste électorale pour l'élection, toutefois seules 223 643 personnes avaient plus d'un candidat dans leur district. |                          |                          |           |        |        |         |        |         |

| Partis | Partis                   | Chef                     | Candidats | Sièges | Sièges | Voix    | Voix   | Voix    |
| Partis | Partis                   | Chef                     | Candidats | 1886   | Élus   | Nb      | %      | +/-     |
| --- | ------------------------ | ------------------------ | --------- | ------ | ------ | ------- | ------ | ------- |
| | Libéral                  | Honoré Mercier           | 62        | 33     | 43     | 70 345  | 44,5 % | +4,96 % |
| | Conservateur             | Louis-Olivier Taillon    | 61        | 26     | 23     | 71 695  | 45,4 % | -0,79 % |
| | National                 |                          | 7         | 3      | 5      | 9 265   | 5,9 %  | +0,66 % |
| | Ouvrier                  |                          | 1         | 0      | 1      | 1 958   | 1,2 %  | -2,02 % |
| | Conservateur indépendant | Conservateur indépendant | 2         | 3      | 1      | 1 683   | 1,1 %  | -4,11 % |
| | Libéral indépendant      | Libéral indépendant      | 6         | -      | -      | 2 982   | 1,9 %  | +1,31 % |
| Total | Total                    | Total                    | 139       | 65     | 73     | 157 928 | 100 %  |         |
| Le taux de participation lors de l'élection était de 67,3 % et 2 008 bulletins ont été rejetés. Il y avait 278 607 personnes inscrites sur la liste électorale pour l'élection, toutefois seules 237 740 personnes avaient plus d'un candidat dans leur district. |                          |                          |           |        |        |         |        |         |

## Archives
Deux fonds d'archives sont conservés au centre d'archives de Montréal de Bibliothèque et Archives nationales du Québec qui concernent Honoré Mercier : le fonds de la Famille Mercier et le fonds de la famille Mercier-Gouin. Il y a aussi un fonds Honoré Mercier à Bibliothèque et Archives Canada.